# 米柳山 (科拉科拉區)
14°42′22″S 73°42′00″W / 14.70611°S 73.70000°W
米柳山（Millu），是秘魯的山峰，位於該國中南部阿亞庫喬大區，由帕里納科查斯省的科拉科拉區負責管轄，屬於安地斯山脈的一部分，海拔高度4,800米。